# 西虹桥有轨电车
西虹桥有轨电车是服务于虹桥商务区的有轨电车系统，目前处于规划状态，未确定建设时间。共设两条线路，包括北环线、南环线。

## 线路概况

### 北环线
全长约5.15km，设置站点12个，线路沿蟠龙路、徐民东路、诸光路、龙联路行驶。
换乘地铁站点：
- █ 17号线 国家会展中心站、蟠龙路站
- █ 2号线 国家会展中心站

### 南环线
全长约9.15km，设置站点18个，线路沿徐民东路、蟠龙路、高泾路、高光路、诸光路行驶
换乘地铁站点：
- █ 2号线 国家会展中心站

## 运营模式
虽是有两条线路，但运营时保持一条线路，同时只提供单向顺时针线路。运营时沿徐民东路、蟠龙路、龙联路、诸光路、高光路、高泾路、蟠龙路，最后回到徐民东路成环线，大致呈“8”字形